# Трошичев, Василий Михайлович
Васи́лий Миха́йлович Тро́шичев (1918, дер. Родионово, Вологодская губерния — 1992) — советский художник.

## Биография
Родился в 1918 году в деревне Родионово (ныне — в Усть-Кубинском районе Вологодской области). В 1933 году окончил Устюженскую школу колхозной молодежи. С 1935 по 1940 год учился в Московском художественном училище им. М. И. Калинина на текстильном отделении. После окончания ему была присвоена квалификация «художник-технолог».
Демобилизовавшись в 1946 году из рядов Красной армии, В. М. Трошичев работал художником декоративных тканей в Научно-исследовательском институте художественно-декоративных изделий и оборудования зданий Академии архитектуры. Позже он занимал должность главного художника архитектурно-строительного отдела в Институте новых строительных материалов. Им было разработано около 200 образцов (рисунков) для полимерных отделочных материалов. И сегодня Тучковский и Мытищенский комбинаты работают по его рисункам. В 1973 году Василий Михайлович принят в члены МОСХ.
С 1978 года Василий Михайлович находился на пенсии и продолжал творческую деятельность. Его работы неоднократно экспонировались в Доме архитектора, в Государственном музее архитектуры им. А. В. Щусева и в других выставочных залах.
Персональная выставка живописных работ Василия Михайловича Трошичева состоялась в юбилейном году Донского монастыря (1991). И это было не случайно, так как значительная часть его художественных произведений посвящено Донскому монастырю. Судьба сложилась таким образом, что двадцать пять лет (с 1946 по 1971) художник жил на территории Донского монастыря. В любое время года, в любую погоду, как только выдавалось свободное время, он шел писать. Он знал в монастыре все, пережил с ним все его светлые и драматические дни. Он видел красоту и поэзию в каждом его уголке. Это состояние сопереживания Василий Михайлович передает в своих работах.
Ценность многих из этих работ состоит еще в том, что они носят документальный характер. На них запечатлено состояние монастыря на определенный исторический период. Например, можно видеть ряд памятников, которых уже нет на его территории. Так частым сюжетом в живописи художника является изображение в разных вариантах скульптурных фрагментов Триумфальной арки (арх. О. И. Бове, 1826—1834).
После ее разборки в 1936 году весь скульптурный декор был перенесен в Донской монастырь, где и сохранялся Музеем архитектуры им. А. В. Щусева до восстановления арки на Кутузовском проспекте (1967). На выставке был представлен и рисунок с изображением памятника Н. В. Гоголю (ск. Н. А. Андреев, 1907—1909), также находившегося с 1951 года на территории монастыря до установления его в 1959 году во дворе дома Н. А. Шереметевой на Суворовском бульваре.
В 1979 году большое количество работ выполнено в родных местах художника. В частности, это пейзажи посёлка Никольское и его окрестностей. Серия работ посвящена прекрасным уголкам парка Межаковых.
Творческий путь Василия Михайловича прервался в 1992 году, но его работы продолжают доставлять радость истинным ценителям искусства.

## Награды
- Орден Отечественной войны II степени (6.4.1985)[1]